# Gestel
Gestel (bretonisch Yestaelⓘ) ist eine französische Gemeinde mit 2.569 Einwohnern (Stand: 1. Januar 2022) im Département Morbihan in der Region Bretagne. Sie gehört zum Arrondissement Lorient und zum Kanton Guidel.

## Geographie
Gestel liegt im Binnenland des Départements Morbihan an der Grenze zum Département Finistère. Bis zum Meer sind es rund zehn Kilometer. Von Gestel aus sind es nur rund neun Kilometer in südöstlicher Richtung bis ins Stadtzentrum von Lorient.
Der Ort liegt an der Route nationale 165 und an der Bahnstrecke Savenay–Landerneau.

## Geschichte
Funde belegen menschliche Anwesenheit zur Zeit der Gallier und Römer. Im Mittelalter gründeten Mönche der Abtei Saint-Maurice-de-Carnoët ein kleines Kloster im Ort Moustoiric. Gestel gehörte zuerst zur Kirchgemeinde Bévoy, ab dem 15. Jahrhundert bis zur Französischen Revolution zur Kirchgemeinde Lesbin-Pont Scorff. Eine eigenständige Gemeinde wurde Gestel aber erst 1790.

## Bevölkerungsentwicklung
Zwischen und 1793 und 1968 blieb die Einwohnerzahl mehr oder minder stabil. Seit 1968 wächst die Zahl der Bewohner durch die Nähe zu Lorient stark (1968-2012: +410 %). Die Entwicklung:
| Jahr      | 1962 | 1968 | 1975 | 1982 | 1990 | 1999 | 2006 | 2019 |
| Einwohner | 552  | 525  | 758  | 1566 | 1921 | 2227 | 2500 | 2637 |

## Sehenswürdigkeiten
- Dorfkirche Notre-Dame-des-Fleurs
- Kapelle Notre-Dame-de-Kergornet mit einer gefassten Quelle

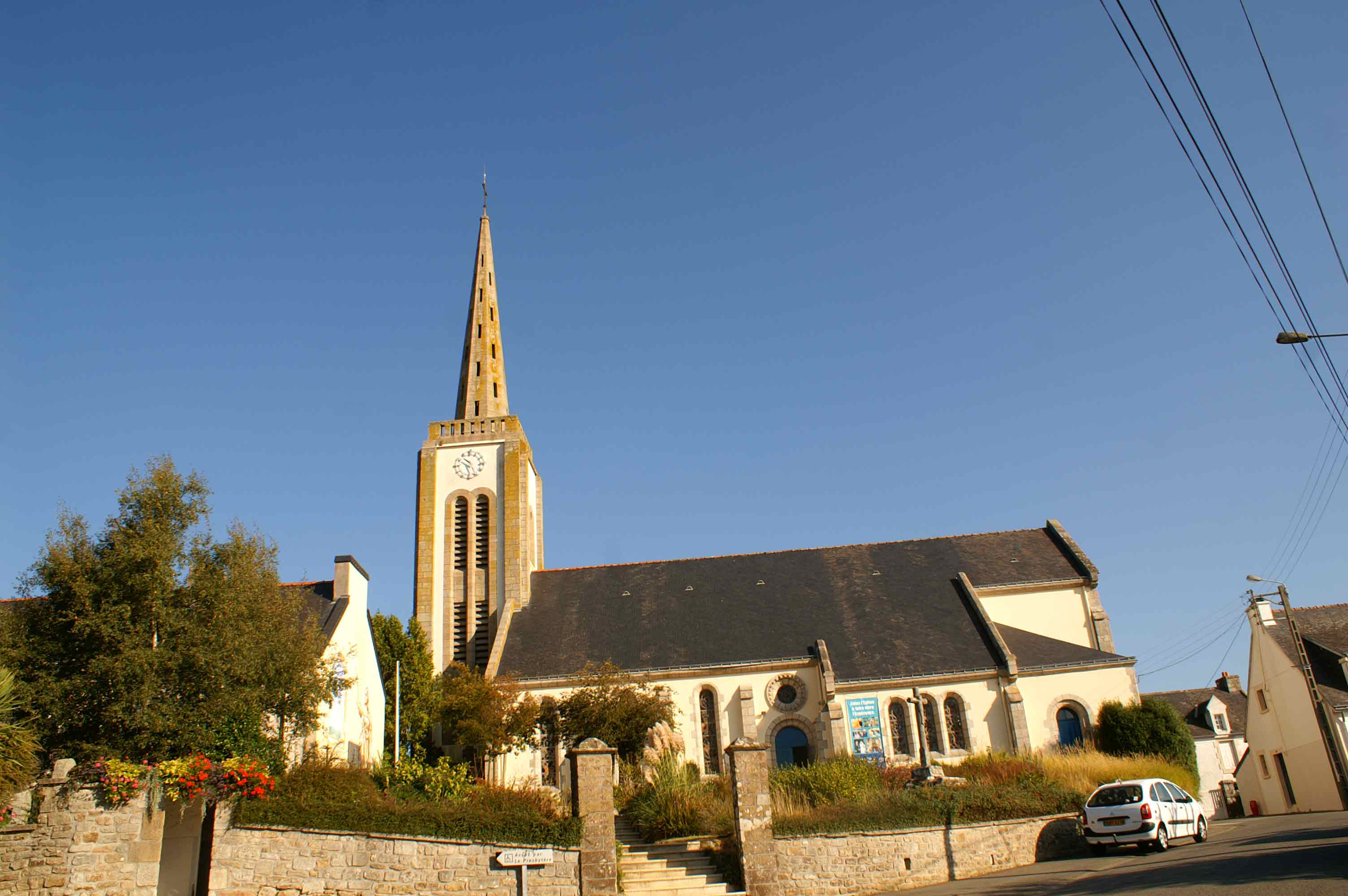
Kirche Notre-Dame-des-Fleurs

- Quelle der Kapelle Sainte-Flamine

Quelle: